# Carballeda de Valdeorras
Carballeda de Valdeorras es un municipio español de la provincia de Orense en Galicia. Pertenece a la Comarca de Valdeorras. Su población en 2006 era 2041 personas según el padrón municipal de habitantes.

## Localización
Carballeda se sitúa en el extremo oriental de Galicia y por ella transcurren el trazado de la antigua N-120, que une Galicia con la meseta, y el ferrocarril de Palencia a La Coruña.
Por el extremo norte pasa el río Sil, aunque tiene más relevancia el Casayo, que transcurre por todo el municipio. Estos y otros ríos transcurren en los valles de la sierra del Eje, que tiene sus mayores alturas en el sur: Macizo de Peña Trevinca (2124 m en Peña Negra 2109 m, Peña Survia 2095 m, a sierra del Eje (1500 m) y los Valles del Casaio (1773 m).
Los montes son de pizarras y esquistos, y su extracción en canteras es la principal actividad económica del municipio.

## Historia
Los romanos buscaron oro en el Sil. Durante la Edad Media estas tierras pasaron de mano en mano: de los descendientes del conde Froilán Diaz pasaron a la Casa dos Castro, a los condes de Lemos y finalmente al Condado de Ribadavia, en el siglo XV. Durante la guerra de la Independencia española el abad de Casoio, José Ramón Quiroga y Uría, dirigió las alarmas de Valdeorras contra las tropas francesas.

## Geografía humana

### Demografía
Cuenta con una población de 1341 habitantes (INE 2024).
| Gráfica de evolución demográfica de Carballeda de Valdeorras entre 1842 y 2021 |
| |
| Población de derecho según los censos de población del INE Población de hecho según los censos de población del INEEn estos censos se denominaba Carballeda: 1842, 1857, 1860, 1877, 1887, 1897, 1900, 1910, 1920, 1930, 1940, 1950, 1960, 1970, 1981 y 1991 |

### Organización territorial
El municipio está formado por veintidós entidades de población distribuidas en diecisiete parroquias:
- Candeda (San Bernabé)[7][8]
- Carballeda (San Vicente)[9][8]
- Casayo (Santa María)[5][10]
- Casoyo (San Julián)[5][11]
- Domiz (San Bernabé)[12]
- Lardeira (San Tirso)
- Portela del Trigal[5] (Santa Ana)[13]
- Pumares (San Martín)[14]
- Pusmazán (San Mateo)
- Riodolas (Santa María)
- Robledo (Santa María)
- San Justo[15][5]
- Santa Cruz
- Sobradelo (Santa María)
- Soutadoiro (Santa Isabel)
- Vila (Santa María Magdalena)[16]
- Villadequinta[5] (San Pedro) [17]

### Transportes

#### Ferrocarril
En la parroquia de Sobradelo se encuentra la estación ferroviaria que da servicio al municipio y en la que paran trenes de Media Distancia con destino a Ponferrada, estación de Vigo-Guixar y Madrid.

## Monumentos y turismo
Del megalitismo destaca el Lomo de las Arcas. 
La vía militar romana XVIII o Vía Nueva atravesó Valdeorras. Próxima a ella quedan los pilares del puente sobre el Sil, por donde atravesaba una vía romana secundaria.
El puente que atraviesa el río Casayo, que unía caminos secundarios de la Vía XVIII, tiene un único arco y está construido con losas. En ese arco hubo una vivienda, arrasada a fines del siglo XX por una crecida.
El puente de Sobradelo, sobre el Sil, con siete arcadas, cuyo arco central fue cortado por el abad de Casaio durante a Guerra de Independencia Española, fue comenzado a finales del siglo XVI.
Uno de los atractivos de Carballeda es el Macizo de Peña Trevinca, poblado de bosques autóctonos y con el único bosque de tejos de toda Galicia, O Teixadal de Casayo.